# Derījān
Derījān (persiska: دریجان) är en ort i Iran.   Den ligger i provinsen Kerman, i den sydöstra delen av landet, 1 000 km sydost om huvudstaden Teheran. Derījān ligger 1 992 meter över havet och antalet invånare är 406.
Terrängen runt Derījān är huvudsakligen kuperad, men västerut är den bergig. Runt Derījān är det glesbefolkat, med 17 invånare per kvadratkilometer. Derījān är det största samhället i trakten. Trakten runt Derījān består i huvudsak av gräsmarker.